# 小行星2889
小行星2889（英語：2889 Brno）是一颗围绕太阳公转的小行星。1981年11月17日，安東寧·姆爾科斯在克列特发现了此天体。
这颗小行星的绝对星等为122.5131204592267等。